# Oxidatív foszforiláció
Az oxidatív foszforiláció (vagy terminális oxidáció) a szervezet fő mechanizmusa, hogy elemi energiahordozót, adenozin-trifoszfátot (röviden ATP-t) hozzon létre. A folyamat a sejtek szintjén, a mitokondrium belső membránjában játszódik. A lezajlásához szükséges energia a terminális oxidációból származik. Utóbbinak lényege, hogy a szervezet elemi hidrogén- és elektronszállítója, a NAD+ és a FAD, miután a glikolízisből és a citromsavciklusból redukálva kerül ki, a mitokondrium elektrontranszport-láncának enzimjei segítségével újra oxidálódik. A terminális oxidációnak ez azonban csak az egyik része - a másik a légzési oxigén vízzé alakítása, vagyis redukálása. Ez a folyamat exergonikus, vagyis energiafelszabadulással jár, mégpedig 220 kJ-lal mólonként. Az adenozin-difoszfát (ADP) + anorganikus foszfát (Pi) = ATP átalakulás ehhez képest 30,5 kJ/mol-ba kerül, tehát bőven fedezhető az előbbi reakcióval.